# 陈虹 (1939年)
陈虹（1939年4月—），男，吉林伊通人，中国政治人物，曾任国家民委常务副主任、中国藏学研究中心党组书记等职。第九届全国政协委员、第十届全国政协常委。

## 生平
曾就读于四平市第一高级中学。1958年至1962年就读于东北林学院林学系。1962年分配到林业部森林经营司经营处。1965年加入中国共产党。历任农林部林业局副局长、国家林业总局造林局局长、三北防护林建设局副局长，林业部造林经营司司长兼三北防护林建设局局长，三峡省筹备组农林水办公室主任，民政部办公厅主任、救灾司司长，民政部副部长、中国国际减灾十年委员会办公室主任，国家民委常务副主任、党组副书记，中国藏学研究中心党组书记等职。退休后曾任中国民族医药协会会长、中国社会组织促进会会长、中国榜书艺术研究会名誉主席等社会职务。曾任第九届全国政协委员、第十届全国政协常务委员、中共十五大代表（1997年）。